# Врачиу, Александр
Александр Врачиу (англ. Alexander Vraciu; 2 ноября 1918, Ист-Чикаго, Индиана, США — 29 января 2015, Данвилл, Калифорния, США) — американский военный деятель, лётчик-ас Второй мировой войны, коммандер Военно-морских сил США.

## Биография

### Молодые годы и семья
Александр Врачиу родился 2 ноября 1918 года в Ист-Чикаго, штат Индиана в США, за девять дней до окончания Первой мировой войны. Он стал младшим из двоих детей в семье иммигрантов из Румынии Александра и Марии Врачиу. Его родители выехали из Трансильвании на рубеже века, обосновавшись в Ист-Чикаго. Врачиу-старший был родом из Пояна-Сибилуи, а мать, в девичестве Тинчу, — из Себеша. После рождения сына Александра, семья вернулась в Трансильванию, где его родители надеялись, что он погрузится в румынскую культуру. Однако они прожили там короткое время и вернулись в США.
Александр Врачиу преуспел в спорте и учебе, выиграв академическую стипендию в Университет Депоу, который окончил в 1941 году. Во это время он был членом братства «Delta Chi», играл в теннис, а также был полузащитником в команде по футболу против желания своих родителей, скрыв от них травму колена, и хотел стать врачом. После окончания образования Врачиу поступил в Тренировочную программу гражданских пилотов и получил лицензию частного пилота.

### Военная служба

#### Начало
До японской атаки на Пёрл-Харбор 7 декабря 1941 года, 24 июня Врачиу поступил в Резерв ВМС США. 9 октября он начал обучение полётам на базе «Корпус-Кристи» в Техасе. 28 августа 1942 года Врачиу был введён в эксплуатацию в качестве военно-морского лётчика и был переведён на авианосец «USS Wolverine», ходивший в качестве парохода по озеру Мичиган. В конце марта 1943 года он вступил в 6-й истребительный эскадрон под командованием лейтенант-коммандера Эдварда О’Хары, первого аса Второй мировой войны. О’Хара сделал Врачиу своим ведомым, давая ему ценные советы, благодаря которым он оттачивал свои навыки в воздушных боях. Эскадрон вступил в бой в октябре 1943 года с авианосца «USS Independence».

#### Тихоокеанский театр
10 октября 1943 года Врачиу совершил свою первую победу во время столкновения с силами противника у атолла Уэйк. Эскадрон О’Хары наткнулся на японское формирование, после чего он отправился под облака, чтобы сбить японский истребитель «Mitsubishi A6M Zero». Врачиу потерял его, но тут на остров приземлился второй «Zero», который он и обстрелял на земле, что стало первой его победой. 20 ноября во время битвы за Тараву он сбил своей первый бомбардировщик «Mitsubishi G4M». Затем эскадрон был переведен на «USS Intrepid», известный своей репутацией невезения. Во время битвы за Кваджелейн, 29 января 1944 года Врачиу сбил три «Mitsubishi G4M». Во время налёта на острова Трук, 16 февраля японским «Nakajima B5N» был торпедирован «Intrepid», и в тот же день Врачиу сбил три «Mitsubishi A6M» и один «Nakajima A6M2-N». Авианосец был эвакуирован для ремонта, прибыв через три дня в порт Фунафути. В тот момент, Врачиу стал и остался ведущим лётчиком-асом 6-го эскадрона за весь период войны. Имея возможность вернуться обратно в Соединенные Штаты, Врачиу запросил дополнительное боевое дежурство и присоединился к 16-му истребительному эскадрону на авианосце «USS Lexington». Вскоре после этого, в феврале 16-эскадрон был переведён в США, а Врачиу запросил и получил обратное назначение на Тихоокеанский фронт — в состав 20-го истребительного эскадрона на «Grumman F6F Hellcat». 29 апреля он сбил два «Zero» над Труками. 12 июня Врачиу возглавил отряд самолётов, нагруженных 500-фунтовыми бомбами, и несмотря на зенитный огонь в сайпанской гавани Танапаг, лично потопил крупнейшее японское торговое судно водоизмещением более 6 с половиной тонн. Во время битвы за Сайпан, 14 июня Врачиу сбил свой 12 самолёт — «G4M» к северу от острова, подойдя к нему со слепой стороны.

#### Охота на индюков
19 июня стало наиболее удачным днём для лётчика Врачиу во время битвы в Филиппинском море, также известной как «великая марианская охота на индюков». При первой атаке японской авиации на авианосцы ВМС США в районе Марианских островов, несмотря на неисправности нагнетателя, Врачиу будучи лидером второго дивизиона в режиме ожидания группы из 12-ти «Grumman F6F Hellcat», перехватил бессвязное массовое формирование из 30—40 японских пикирующих бомбардировщиков на расстоянии 30 километров от своих сил, уничтожив шесть из них всего за восемь минут. После приземления Врачиу обслуживающий персонал авианосца обнаружил, что он потратил только 360 пуль, а за каждым из этих убийств последовал взрыв менее пяти секунд. На следующий день, когда отряд бомбардировщиков атаковал японский 1-й воздушный флот, Врачиу сбил свой 19 самолёт, что сделало его на четыре ближайших месяца главным асом ВМС США. На следующий день, 20 июня, Врачиу в группе из девяти истребителей пошёл в атаку на шесть или семь самолётов, и сбил свой последний «Zero», повредив ещё один. После этого он вернулся через 300 миль на базу и благополучно приземлился на борту авианосца в крайне опасных условиях, в том числе в полной темноте. Открыв кабину, он попал в кадр фотокамеры, показав количество сбитых самолетов, в результате чего фотография стала одним из символов войны.
11 ноября контр-адмирал Уильям К. Харрил наградил Александра Врачиу Военно-морским крестом на базе «Сан-Диего» в Калифорнии.

#### Боец движения сопротивления
Позже, в пропагандистских целях, Врачиу на несколько месяцев был назначен в кампанию по продвижению продаж военных облигаций на базе Военно-морского технического тренировочного колледжа, но сократил тур, убедив начальников ВМС вернуть его к действиям в Тихом океане. 14 декабря, после двух миссий, он был сбит зенитным огнём во время обстрела Кларк-Филда близ Лусона над Филиппинами. Врачиу успешно парашютировался с высоты 400 футов над землей и был спасен филиппинскими бойцами сопротивления, которые назначили его командующим отрядом из 180 человек, присвоив ему временное повышение до майора. Шесть недель спустя он вступил в контакт с американскими войсками, в январе 1945 года начавшими освобождение Лусона. Некоторое время он пробыл в американском спортивном лагере, где сохранил при себе японский меч, и вернулся в США, не успев принять участие в бомбардировках Токио.

#### Конец войны
Врачиу закончил войну в качестве четвертого лётчика-аса Военного-морских сил США, сбив с октября 1943 по декабрь 1944 года 19 самолетов противника в воздухе и уничтожив 21 на земле, таким образом завершив свою 24-летнюю карьеру, за которую он потерпел шесть крушений: два торпедирования авианосцев, две вынужденные посадки на воду и два прыжка с парашютом. Девять из своих побед Врачиу совершил на «Grumman F6F Hellcat». Позже он отмечал, что все победы «были моей личной местью за Перл». Врачиу был одним из четырёх известных американских военно-морских лётчиков румынского происхождения, помимо братьев Корнелиу и Николае Чима, входивших в подразделение, состоящее на 100 % из румын, и Флореа Бузеллы, ставшей первой румынкой в женском подразделении WAVES.

#### Лётчик-испытатель и командир эскадрона
С апреля по сентябрь 1945 года Врачиу был лётчиком-испытателем «Grumman F8F Bearcat» на заводе «Grumman Corporation», а также на авиастанции «Патаксент-Ривер» (штат Мэриленд). Руководитель военно-морскими операциями, где оценивал тактические выступления самолетов, распределяя их по 28 базам, признаваясь позже, что «это была лучшая работа, которую я когда-либо имел в своей жизни». Позже, он служил в Военно-морском министерстве США в качестве члена штаба Руководителя военно-морскими операциями с сентября 1945 по октябрь 1951 года, сыграв важную роль в формировании послевоенной программы Резерва ВМС. С ноября 1951 по март 1954 года Врачиу пребывал на авиабазе «Лос-Аламитос», где готовил пилотов «McDonnell F2H Banshee», а затем перешёл в Военно-морскую аспирантскую школу. С декабря 1954 по февраль 1956 года служил на борту авианосца «USS Hornet» в качестве офицера связи. Являясь командующим 51-го истребительного эскадрона с марта 1956 по январь 1958 года, Врачиу привёл своё подразделение к победе на индивидуальном чемпионате ВМС по стрельбе в 1957 году, пилотируя «North American FJ-2/-3 Fury». С февраля 1958 по январь 1961 года он работал на авиастанции «Кингсвилл» в Техасе. В том же году Врачиу вместе с семьёй переехал в Аламиду (штат Калифорния). С февраля он занимал должность ассистента офицера по операциям 3-го дивизиона, вплоть до выхода в отставку 31 декабря 1963 года в звании коммандера.

### В отставке и на пенсии

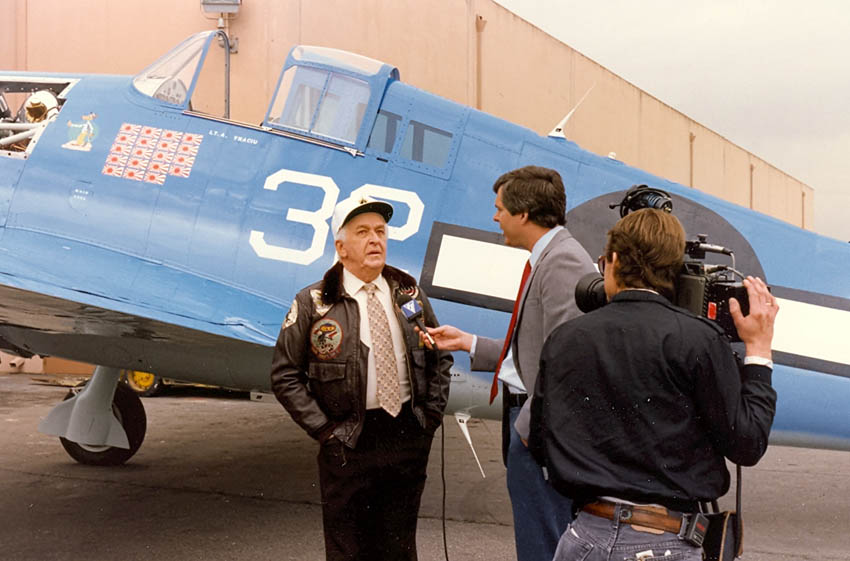
Александр Врачиу со своим самолётом «Grumman F6F Hellcat» во время интервью в Хэйворде, Калифорния, 1989 год.

После отставки Врачиу начал карьеру в банковской сфере, а именно в компании «Wells Fargo», поселившись в Дэнвилле (штат Калифорния), где прожил более 40 лет. После выхода на пенсию, он стал активным членом Ассоциации американских асов истребителей. В 1986, 1994 и 2004 годах он становился лауреатом награды «Eagles» организации «Gathering of Eagles Foundation». Он занимался чтением лекций о Второй мировой войне. В 2003 году Врачиу был награждён «Премией заслуженного выпускника за профессиональные достижения» от Университета Депоу, а в 2004 году выступил перед учениками Мюнстерской средней школы (штат Индиана)
В 2006 году Врачиу появился в эпизоде «The Zero Killer» документального сериала «Воздушные бои» на телеканале «History Channel». Он отказывался от всех приглашений написать автобиографию, однако сотрудничал с издательством Исторического общества Индианы, которое в марте 2010 года опубликовало его биографию авторства Рэя Бумховера под названием «Fighter Pilot: The World War II Career of Alex Vraciu». Последние пять лет Врачиу работал с историками, документалистами и писателями, заинтересованными в освещении истории лётчиков Второй мировой войны, поднимавшихся в воздух в южной части Тихого океана.

### Смерть и похороны
Александр Врачиу скончался 29 января 2015 года во сне в возрасте 96 лет в Дэнвилле. После него остались пятеро детей, 11 внуков и 13 правнуков. Врачиу был похоронен в Оакмонтском мемориальном парке в городе Лафайет, рядом со своей женой, умершей ранее после 59 лет брака.

## Личная жизнь
Во время войны, Врачиу в США женился на своей возлюбленной Кэтрин Луизе Хорн, родившей ему трёх дочерей и двух сыновей: Кэрол Тиг, Роберт Врачиу, Линда Паттон, Мэрилин Финли и Марк Врачиу.

## Награды
|                                                         |                                                                                         | |                            |
|                                                         | Золотая звезда повторного награждения · Золотая звезда повторного награждения           | Золотая звезда повторного награждения · Золотая звезда повторного награждения · Золотая звезда повторного награждения |                            |
| Бронзовая звезда за службу · Бронзовая звезда за службу |                                                                                         | |                            |
|                                                         | Серебряная звезда за службу · Серебряная звезда за службу · Серебряная звезда за службу | | Бронзовая звезда за службу |
|                                                         |                                                                                         | Бронзовая звезда за службу · Бронзовая звезда за службу                                                               |                            |

Сверху вниз, слева направо: Знак авиатора
- Первый ряд: Военно-морской крест, Крест лётных заслуг с двумя золотыми звёздами, Воздушная медаль с тремя золотыми звёздами, Боевая ленточка ВМС США;
- Второй ряд: Благодарность соединению Флота от президента США с двумя звёздами службы, Благодарность части Военно-морского флота, Медаль «За службу в Китае», Американская медаль оборонной службы;
- Третий ряд: Медаль «За Американскую кампанию», Медаль «За Азиатско-тихоокеанскую кампанию» с тремя серебряными звёздами, Медаль Победы во Второй мировой войне, Медаль за службу национальной обороне со звездой службы;
- Четвёртый ряд: Медаль военно-морского резерва[англ.], Медаль обороны Филиппин[англ.], Медаль освобождения Филиппин с двумя звёздами службы, Медаль независимости Филиппин[англ.].

### Основание для награждения Военно-морским крестом
Президент Соединенных Штатов Америки с гордостью оглашает представление к Военно-морскому кресту лейтенант-коммандера Александра Врачиу, Резерв ВМС США, за экстраординарный героизм в боевых действиях против врага, находясь на службе в качестве пилота палубного истребителя ВМС в составе 16-го истребительного эскадрона (VF-16), прикрепленного к U.S.S. LEXINGTON (CV-16), в ходе операции в районе Марианских островов. 12 июня 1944 года во время участия в дерзкой атаке против вражеских судов в бухте Сайпан, коммандер Врачиу пошёл через интенсивный зенитный огонь, чтобы потопить большое вражеское торговое судно прямым попаданием в его корму. 14 июня 1944 года в ходе атаки против вражеских позиций на островах Севера Сайпана, коммандер Врачиу увидел патрулирующий вражеский самолет. Несмотря на невыгодное положение на высоте, он подошел к самолёту, так умело сохраняя своё положение в «слепом пятне», и сбил его. 19 июня 1944 года его целевая группа попала под атаку численно превосходящих сила вражеской авиации, но коммандер Врачиу нанёс яростный удар вражеским бомбардировщикам, и в лице энергичного истребителя, сбил шесть из них, способствуя тем самым распаду массированной атаки врага. 20 июня 1944 года во время полета сопровождения для бомбардировщиков и торпедоносцев на дальний удар против японского флота, коммандер Врачиу бесстрашно столкнулся с группой вражеских истребителей, взорвав один в небе и нанеся серьезный ущерб другому, чтобы наши силы атаковали и вырубили японский авианосец. Своей преданностью долгу, коммандер Врачиу отразили большое доверие себе с самыми высокими традициями службы Военно-Морским Силам Соединённых Штатов.
Оригинальный текст (англ.)The President of the United States of America takes pleasure in presenting the Navy Cross to Commander [then Lieutenant, Junior Grade] Alexander Vraciu, United States Naval Reserve, for extraordinary heroism in operations against the enemy while serving as Pilot of a carrier-based Navy Fighter Plane in Fighting Squadron SIXTEEN (VF-16), attached to the U.S.S. LEXINGTON (CV-16), during operations in the vicinity of the Marianas Islands. On 12 June 1944 while participating in a daring strike against enemy shipping in a Saipan Harbor, Commander Vraciu dove through intense anti-aircraft fire to sink a large enemy merchant ship by a direct hit on its stern. On 14 June 1944 in the course of a strike against enemy positions in the islands of North of Saipan, Commander Vraciu sighted an enemy search plane. Despite an altitude disadvantage, he approached the plane so skillfully keeping in its "blind spot" that he was able to overhaul it and shoot it down. On 19 June 1944 with his Task Force under attack by a numerically superior force of enemy aircraft, Commander Vraciu struck furiously at the hostile bombers and, in the face of vigorous fighter opposition, succeeded in shooting down six thus contributing to the break-up of a concentrated enemy attack. On 20 June 1944 while flying escort for bomber and Torpedo Planes on a long-range strike against the Japanese Fleet, Commander Vraciu fearlessly closed with a group of hostile fighters, blasting one from the sky and severely damaging another to enable our forces to attack and disable a Japanese carrier. By his devotion to duty, Commander Vraciu reflected great credit upon himself and upheld the highest traditions of the United States Naval Service.

### Вопрос о награждении Медалью Почёта

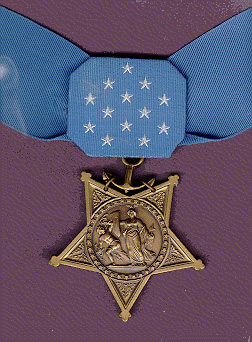
Медаль Почёта ВМС.

За свои действия в Тихом океане — за четыре миссии 12, 14, 19 и 20 июня, за которые он установил рекорд, сбив 19 самолётов, 26 июня 1944 года Врачиу был номинирован на Медаль Почёта в представлении Министру военно-морских сил США, одобренном его непосредственными начальниками адмиралами Марком Митшером и Раймондом Спрюэнсом, а также другими тремя адмиралами. Однако, когда представление дошло до адмирала Джорджа Мюррея в штабе Тихоокеанского флота на Гавайях, пропустив и не засчитал в достижения некоторые боевые успехи Врачиу, в том числе атаку от 14 июня и рекорд 19 сбитых самолётов. В результате этого награда была понижена до Военно-морского креста, представление к которому было подписано Министром ВМС Джеймсом Форрестолом и удовлетворено Президентом США.
После окончания Второй мировой войны было отмечено, что стандарты, установленные для пилотов ВМС США в отношении награждения Медалями Почёта были намного высокими, чем для пилотов Корпуса морской пехоты. За годы войны этой награды были удостоены двенадцать морпехов, в отличие от двух из ВМС. В качестве примера можно привести первого летчика-истребителя ВМС Эдварда О’Хару, награждённого за пять побед. В 1947 году был созван Совет министерства ВМС по критике для орденов и медалей, на котором вице-адмирал Артур Рэдфорд и контр-адмирал Джон Дж. Кларк поддержали номинацию Врачиу, в результате чего общее число адмиралов в пользу присуждения награды достигло семи человек. Старший член Совета капитан Дж. Л. Каллан 9 апреля того же года, за день до роспуска Совета, направил адмиралу Мюррею письмо с просьбой представить замечания или рекомендации по поводу Врачиу. Мюррей снова отверг идею награждения и снова сделал несколько ошибок в оценке достижений Врачиу, отметив только один бой от 19 июня, и пропустив остальные. В результате этого, Совет отклонил представление, отметив, что исполнение обязанностей Врачиу «не было достаточно выдающимся, чтобы соответствовать высоким требованиям, предъявляемым к Медали Почёта», после чего Каллан даже написал письмо с протестом против решения, назвав его «несправедливостью».
В 1989 году историк Гарри Блок из Индианаполиса встретился с Врачиу, после чего возглавил усилия по признанию его героизма. Конгрессмен Эндрю Джейкобс-младший трижды инициировал слушания в Комитете Палаты представителей США по вооружённым силам по поводу награждения Врачиу — в 1990, 1993 и 1995 годах, однако они не увенчались успехом. В 2006 году частный пилот Джейсон Смит из Техаса создал сайт в поддержку награждения, получив благословение Врачиу. В том же году конгрессмен Ричард Ромбо связался с Министерством ВМС касательно Медали Почёта, однако его сотрудники снова привели неверные факты, чтобы оправдать понижение награды, отметив, что Врачиу является одним из «величайших национальных героев Второй мировой войны». Споры по поводу того, заслужил ли Врачиу Медаль Почёта продолжаются до сих пор, считаясь одной из величайших несправедливостей в военной истории США.